# Oultrejordain

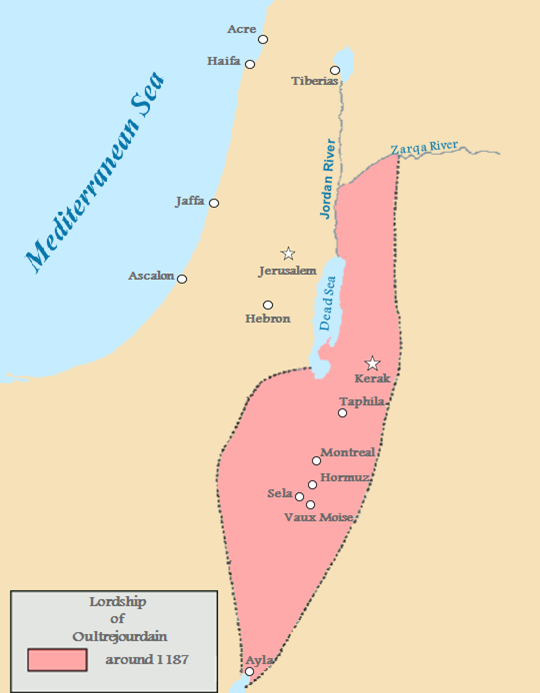
Oultrejordain

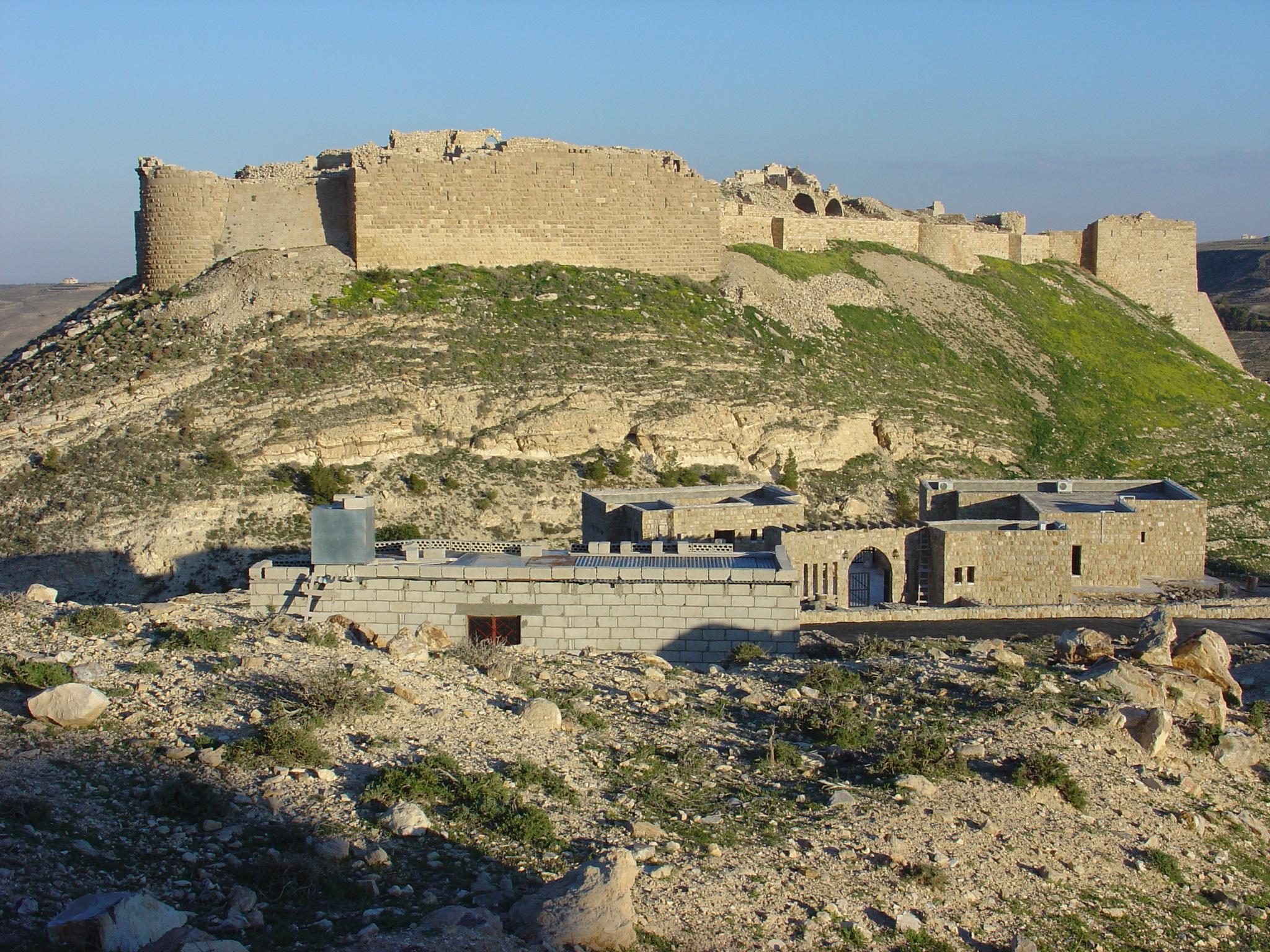
De burcht Montreal (het huidige Shobak in Jordanië) was een van de twee hoofdkwartieren van de kruisvaarders in het gebied

Oultrejordain (wat oud Frans is voor; Voorbij de Jordaan) was in de kruisvaartperiode (1100 - 1300) een gebied ten oosten van de rivier de Jordaan te benoemen. In de oudheid en de Bijbelse tijd stond het gebied bekend als Edom en Moab. Het gebied werd ook Buitenjordanië of Transjordanië genoemd en ligt nu in Jordanië.

## Geografie
Oultrejordain besloeg een gebied vanaf de Negev woestijn tot de Golf van Akaba. Vanaf het noorden naar het oosten waren er geen grenzen, waarin ook de Dode Zee gelegen lag. Naar het oosten waren er alleen de moslimkaravaanroutes die deel uitmaakten van de Hidjaz en ook onder controle lagen van de Atabeg van Damascus. Voor de Eerste Kruistocht werd Oultrejordain beheerd door de Fatimiden uit Egypte maar hun vertegenwoordigers vertrokken halsoverkop toen de kruisvaarders arriveerden. Verschillende stammen en nomaden sloten vrede met de kruisvaarders door ze van alles aan te bieden. De Eerste Kruistocht vond plaats onder leiding van Boudewijn I van Jeruzalem in 1100. Boudewijn keerde terug in 1107 in 1112 en bouwde in 1115 de burcht Montreal om controle te verkrijgen over de  karavaanroute van de pelgrims, die veel opbracht voor het koninkrijk Jeruzalem. De kruisvaarders beheersten ook het gebied rondom Petra, waar ze de zetel voor de aartsbisschop stichtten in naam van de Latijnse patriarch van Jeruzalem

## Het leen van Oultrejordain
Het leen of vorstendom werd gesticht nadat Boudewijn I van Jeruzalem het district voor het laatst bezocht (mogelijk 1115 of 1118). Door de relatieve grootte en de moeilijke begaanbaarheid van het gebied, wilden de heren van Oultrejordain geen beperkingen van het koninkrijk om het gebied te kunnen besturen. Het gebied was het grootste vazalschap van het koninkrijk Jeruzalem. Boudewijn I zou het leen in 1118 toegekend hebben aan Roman van Le Puy, maar het bleef mogelijk onder controle van het koninkrijk tot 1126. 
Er was ook een regeling dat een heerser van Oultrejordain geen andere gebieden of titels mocht bezitten, waardoor hij feitelijk geen politieke invloed had in Jeruzalem. Rond 1134 ontstond er een ruzie aan het hof van Jeruzalem tussen koning Fulco en Hugo van Le Puiset, graaf van Jaffa. Roman van Le Puy zou hier ook bij betrokken zijn geweest, maar beide mannen verloren en werden verbannen. In 1142 bouwde Fulco en de nieuwe heer Pagan (de Butler) het kasteel Kerak in het gebied, dat Montreal verving als hoofdvesting van de kruisvaarders. Andere kastelen in het district waren Safed en Subeibe. De heerlijkheid Toron (niet in het district gelegen) verviel soms door huwelijken aan de heren van Oultrejordain.
In 1148 werd Maurits, heer van Oultrejordain, betrokken bij de beslissing om Damascus aan te vallen tijdens de Tweede Kruistocht. De beslissing was moeilijk omdat er een broos vredesverdrag bestond tussen de steden Jeruzalem en Damascus, dat van levensbelang was voor het koninkrijk en het zuidelijk gelegen leen. De kruistocht eindigde kort daarop in Damascus en was een dieptepunt voor het koninkrijk Jeruzalem. De veiligheid van het leen Oultrejordain werd niet meer gewaarborgd. Maurits liet het leen na aan zijn dochter Isabella (1125 - 1166) en haar man Filips van Milly, heer van Nablus, die afstand moest doen van Nablus om als volledig heer van Oultrejordain erkend te worden. Nadat Isabella was overleden, werd Filips een krijgsheer en monnik en nadien grootmeester van de orde van de Tempeliers. Hun schoonzoon Humpfrey III van Toron werd na hen heerser van het gebied, dankzij het huwelijk met hun dochter Stephanie van Milly. Stephanies latere echtgenoten werden ook heersers.
Reinoud van Châtillon, voormalig vorst van Antiochië, werd door zijn tweede huwelijk (met Stephanie van Milly) heer van Oultrejordain in 1177. Hij begon met de eis dat de koning geen autoriteit of zeggenschap mocht hebben in zijn district en deed zich voor als zelfstandig koning. Hij gebruikte zijn positie om moslimpelgrims en karavanen aan te vallen en dreigde zelfs om Mekka aan te vallen. 
Dit lokte in 1187 een invasie uit van Saladin in het koninkrijk Jeruzalem. Reinoud werd door Saladin zelf terechtgesteld na de Slag bij Hattin op 4 juli van dat jaar. Rond 1189 had Saladin geheel Oultrejordain in handen gekregen en alle kasteelen grotendeels verwoest. Stephanie van Milly en haar zoon Humpfrey IV van Toron waren toen nog de feitelijke heersers van Oultrejordain maar overleden beiden tussen 1192 en 1197, waarna het leen titulair overging op Isabella van Toron en de koningen van Armenië. Frederik II van Hohenstaufen verkreeg Jeruzalem rond 1218 door een verdrag kortstondig terug, maar het gebied viel daarna voorgoed in handen van de Ajjoebiden  en later de mammelukken.

## Heren van Oultrejordain
- Roman van Le Puy (1118–1134)
- Pagan (de Butler) (1134–1147)
- Maurits van Oultrejordain (1147-1153)
- Isabella van Oultrejordain (?-1161)
- Filips van Milly (1161-1168)
- Stephanie van Milly (1168-1197)
  - Humpfrey III van Toron (1168-1173) (door huwelijk met Stephanie)
  - Miles van Plancy (1173-1174) (door huwelijk met Stephanie)
  - Reinoud van Châtillon (1177-1187) (door huwelijk met Stephanie)
- Humpfrey IV van Toron (1187-1189 ??)